# Эритаж
Эритаж — галерея искусства русской эмиграции, созданная в Москве в 2006 году.

## История галереи
С 2010 года Международная арт-галерея Эритаж работает как аукционный дом. Трижды в сезон в галерее проходят торги русского искусства XIX—XXI веков. Первый аукцион состоялся 5 октября 2010 года.
В 2012 году галерея Эритаж стала первой российской галереей, принявшей участие в крупнейшей международной ярмарке Design Miami Basel. Галерея представила проект «Авангард и поставангард в советском дизайне 1930 и 1960—1970 гг». При подготовке этой выставки большую помощь галерее оказал профессор Юрий Случевский, стоявший в своё время во главе экспериментального мебельного производства при Строгановском училище.
В марте 2013 года галерея приняла участие в парижской международной арт-ярмарке «Art Paris Art Fair» в Гран Пале. Помимо галереи «Эритаж» в выставке участвовали московские Grinberg Gallery, Galerie Iragui, Pecherskiy Gallery, pop/off/art, петербургские Галерея Марины Гисич (совместно с Ural Vision Gallery, Екатеринбург) и «Эрарта», ростовская 16thLINE art-gallery, владивостокская «Арка».